# آنتونی آنجلی
آنتونی آنجلی (انگلیسی: Anthony Angély؛ زادهٔ ۲۱ مارس ۱۹۹۰) بازیکن فوتبال اهل فرانسه است.
وی همچنین در تیم ملی فوتبال مارتینیک بازی کرده‌است.